# Pinacothèque Ambrosienne
La pinacothèque Ambrosienne (en italien, pinacoteca Ambrosiana), est un musée d’art de Milan. 
Nommée en l’honneur de saint Ambroise, le patron de la capitale lombarde, elle est située dans le palazzo dell'Ambrosiana, où est également hébergée la bibliothèque Ambrosienne.

## Données historiques
En 1618, la donation, par le cardinal Federico Borromeo, de sa collection d’environ 250 tableaux et dessins à la bibliothèque Ambrosienne a pour conséquence la création de la pinacothèque ; selon les souhaits de l'archevêque milanais, elle doit servir de soutien et de modèle à l’Académie de peinture et de sculpture, créée quatre années plus tard, pour l’éducation et la formation artistique, dans le respect des préceptes édictés lors du Concile de Trente.
Le premier directeur de l’Académie est Giovanni Battista Crespi et elle compte, parmi ses plus illustres élèves, Daniele Crespi, Giulio Cesare Procaccini, Il Morazzone.

## Rénovations
L’actuel aménagement de la pinacothèque résulte des derniers travaux entrepris, de 1990 à 1997 ; auparavant, plusieurs campagnes de travaux, consécutives soit à des agrandissements soit aux réparations dues aux dommages subis lors des bombardements de 1943 ont été réalisées, de 1905 à 1906 sous la direction de Luca Beltrami, Antonio Grandi et Luigi Cavenaghi, de 1932 à 1938, dirigés par Ambrogio Annoni et en 1963, confiés à Luigi Caccia Dominioni.

## Principales œuvres
- Federico Barocci : Crèche
- Sandro Botticelli : La Madone du pavillon (Madonna del padiglione)
- Jans Brueghel : Le Feu et l'Eau
- Caravage : Corbeille de fruits
- Giannino Castiglioni : Fontana Piangente, Dante
- Giovanni Ambrogio de Predis : Portrait d’une femme
- Léonard de Vinci : Portrait de musicien
- Bernardino Luini : Sacra famiglia
- Titien : Adoration des mages
- Bramantino : La Madone des tours
- À remarquer les cartons de L'École d'Athènes de Raphaël immortalisés par le photographe Giacomo Brogi (1822-1881)

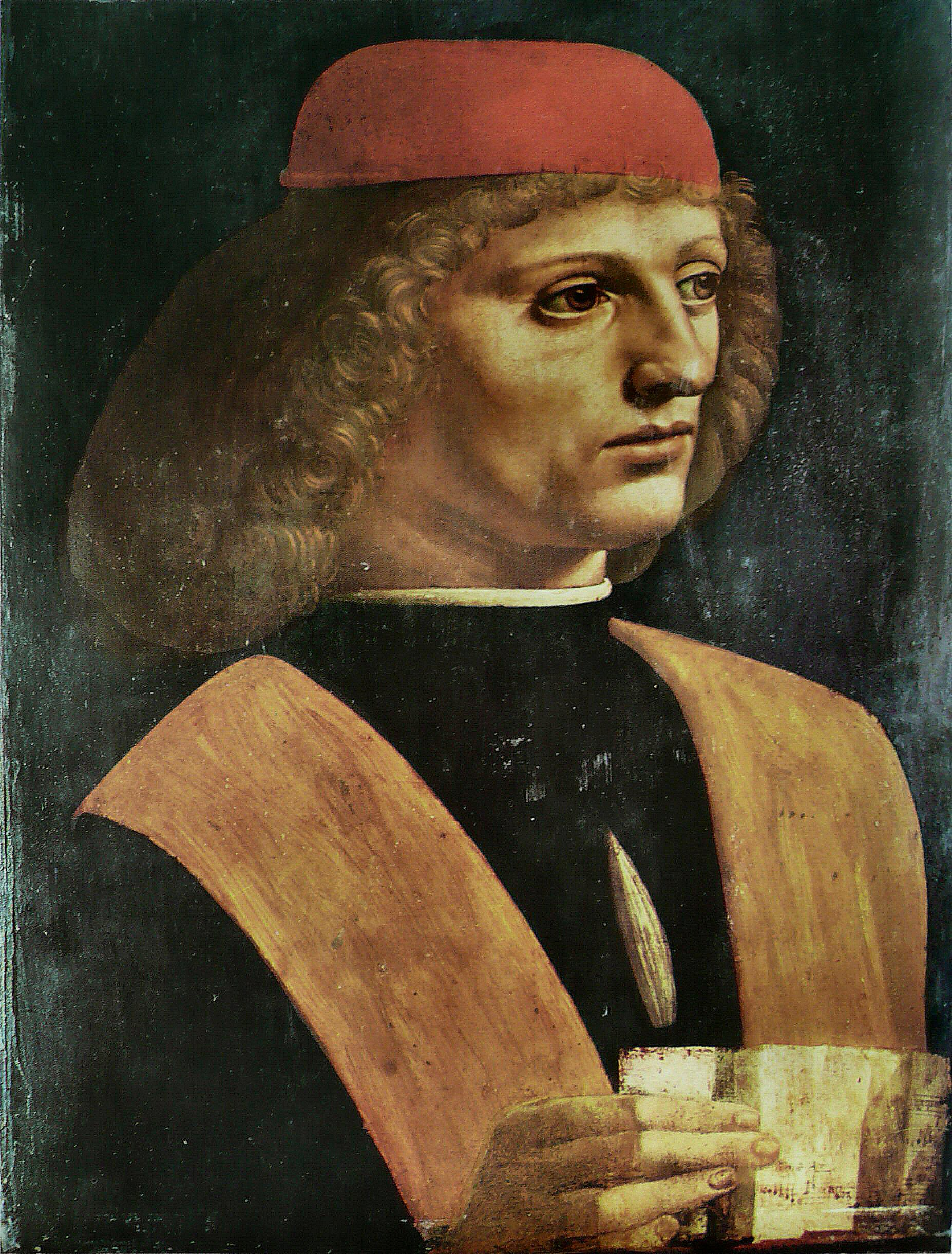
Portrait d'un musicien, Léonard de Vinci.
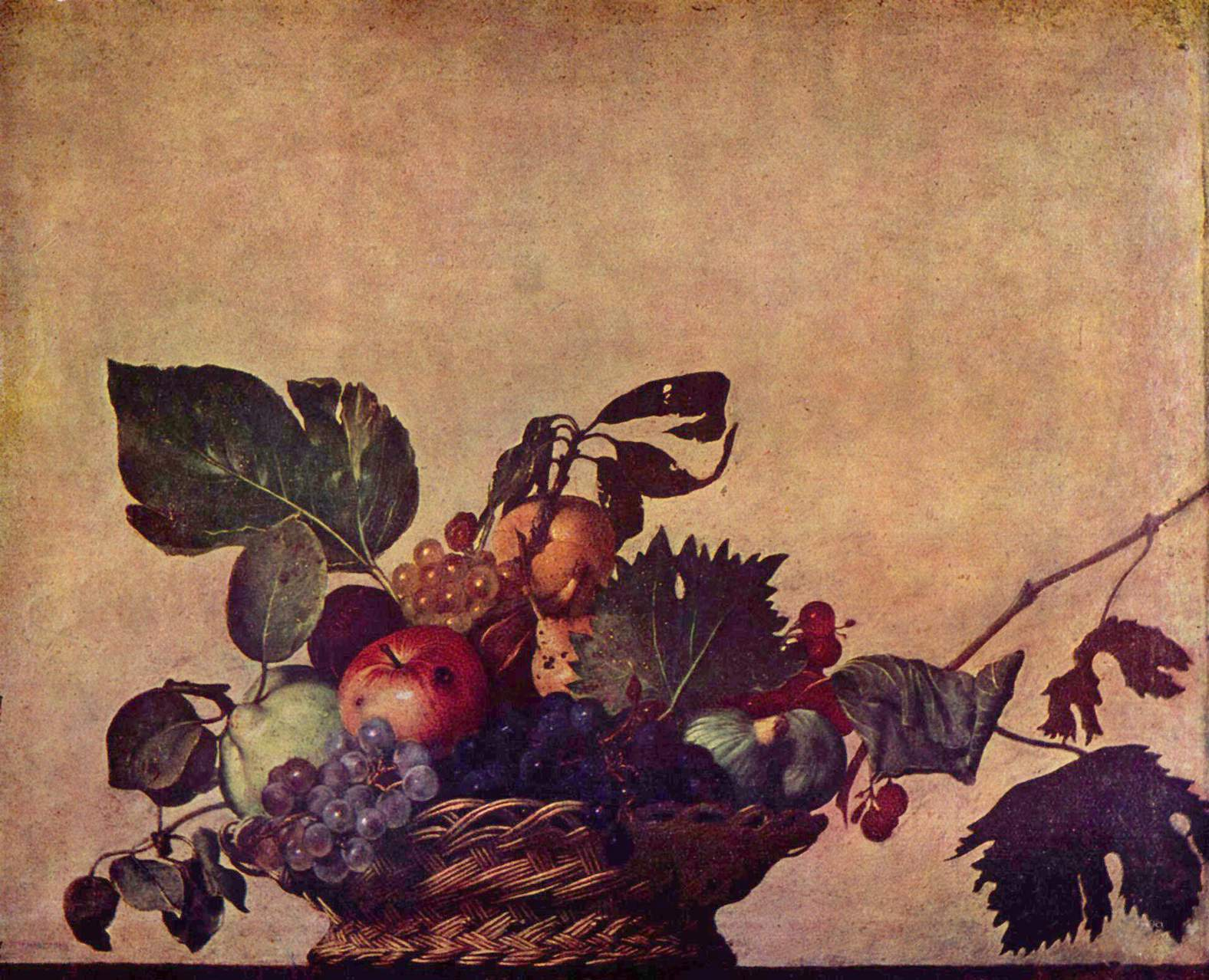
Corbeille de fruits, Caravage.
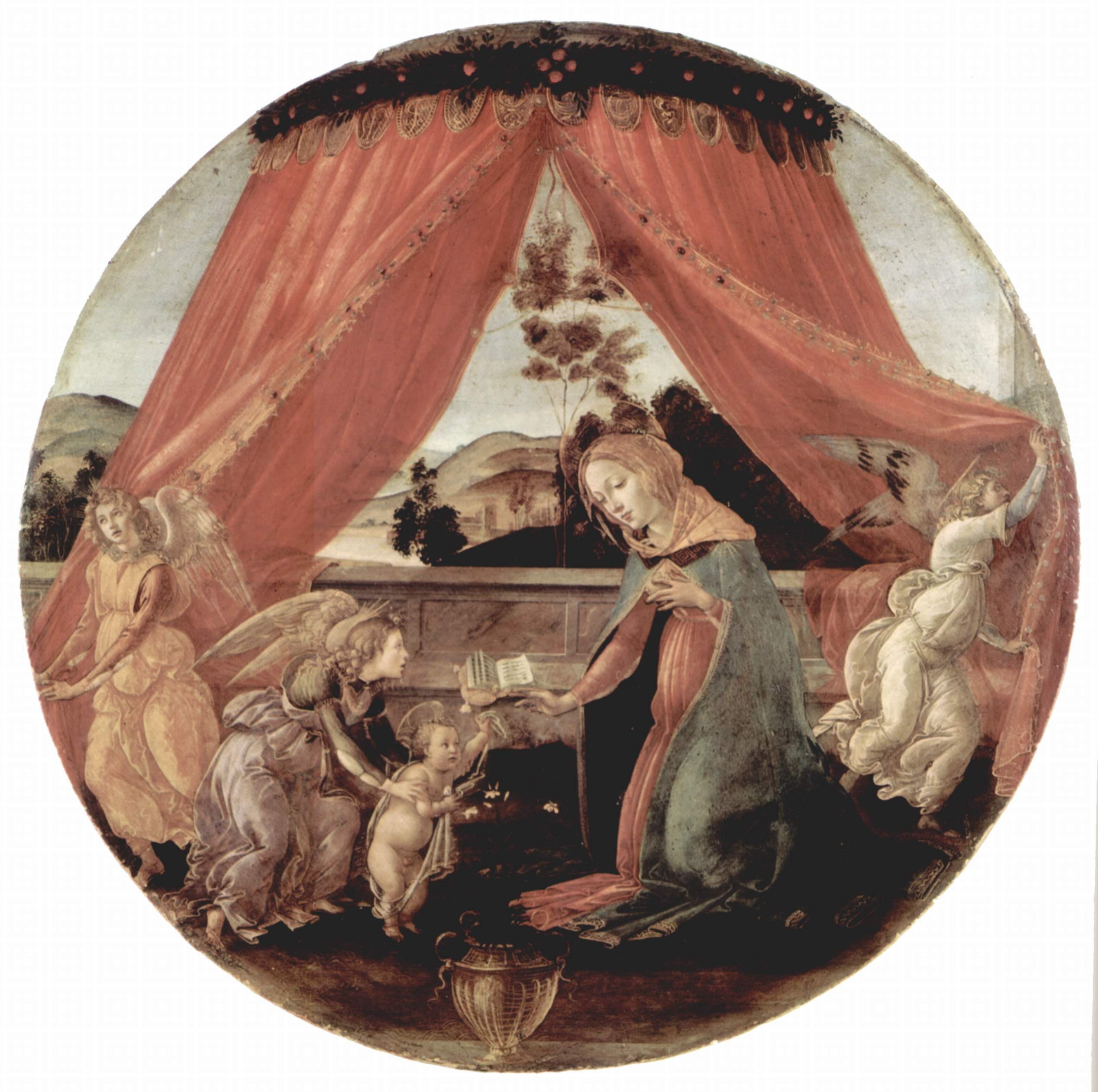
Madonna del padiglione, Botticelli.
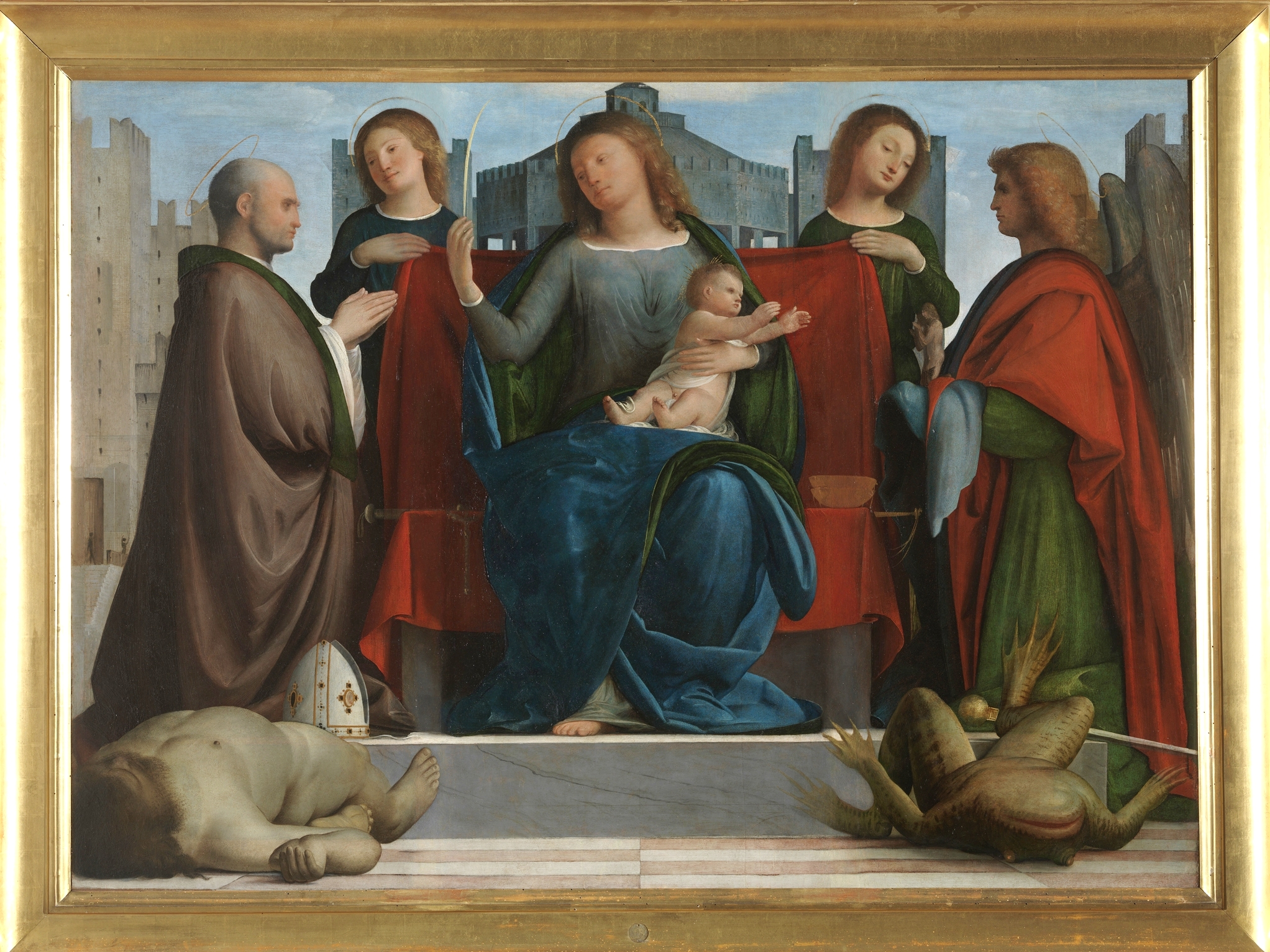
Madone des tours, Bramantino.
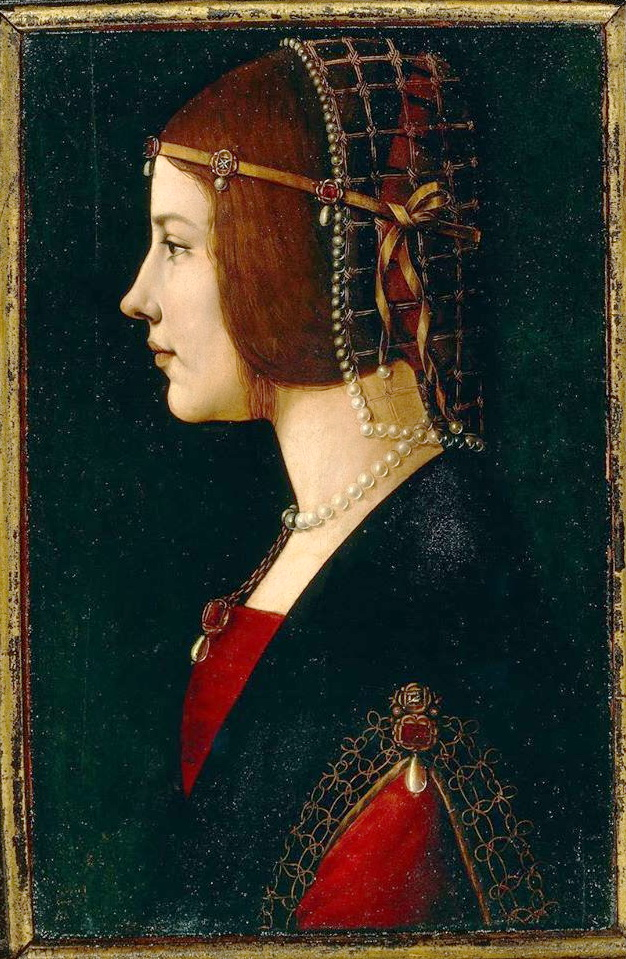
Portrait d'une femme, Giovanni Ambrogio de Predis.
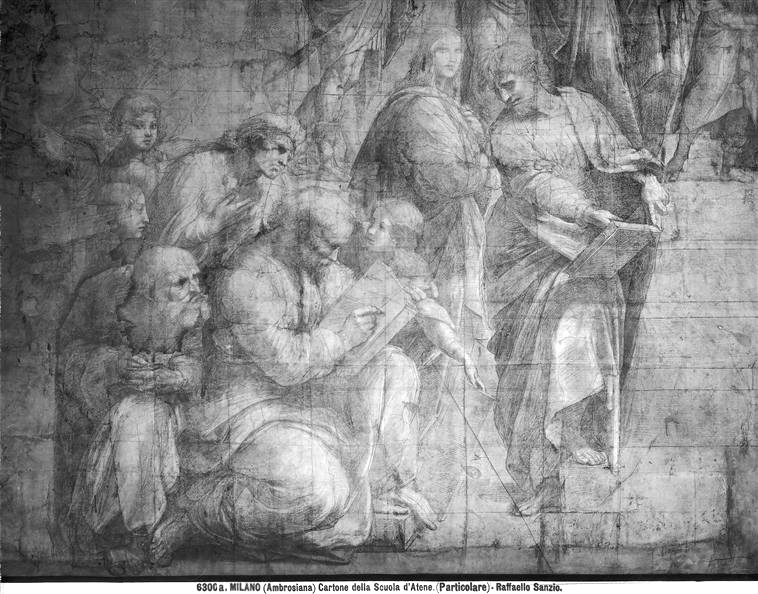
Détail des cartons de Raphaël.